# Malcolm Arthur Smith
Pour les articles homonymes, voir Malcolm Smith et Smith.
Malcolm Arthur Smith est un herpétologiste britannique, né en 1875 à New Malden, dans le Surrey, et mort le 22 juillet 1958 à Ascot, près de Windsor.

## Biographie
Intéressé très tôt par les reptiles et les amphibiens, il se tourne vers des études médicales, seule façon pour lui de pouvoir continuer à les étudier et à vivre décemment. Il est diplômé de médecine et de chirurgie à Londres en 1898.
Smith part alors dans le Royaume de Siam (aujourd’hui la Thaïlande) comme médecin de l’ambassade britannique à Bangkok. Peu de temps après, il devient le médecin de la cour royale siamoise. Il évoquera plus tard, en 1947, dans son livre A Physician at the Court of Siam, son expérience comme médecin et comme confident du roi et de la reine de Siam.
En 1914, il est le cofondateur de la Société d’histoire naturelle de Siam et lance son Journal ; il y publie régulièrement ses observations sur la faune de la région. En 1925, il quitte ses fonctions de médecin et retourne en Angleterre. Il a été longtemps en relation épistolaire avec George Albert Boulenger (1858-1937), qui dirigeait les collections herpétologiques du Natural History Museum de Londres. Il obtient la possibilité d’y continuer ses recherches. Outre la faune de la péninsule indochinoise, il s’intéresse également à la faune indoaustralienne, afghane et népalaise.
Smith est membre de diverses sociétés savantes dont la Société linnéenne de Londres, dont il assure le secrétariat, la British Herpetological Society, dont il est président-fondateur, etc. Il guide de jeunes chercheurs comme Angus d'Albini Bellairs (1918-1990).

## Liste partielle des publications
- 1926 : Monograph of the sea snakes (Hydrophiidae). Londres : British Museum. 130 p.
- 1931-1943 : Reptilia and amphibia dans la série The fauna of British India, including Ceylon and Burma (Taylor and Francis).
- 1947 : A Physician at the Court of Siam (Country Life, Londres).
- 1949 : British Reptiles and Amphibia, illustré par Paxton Chadwick (Penguin Books, Harmondsworth).
- 1951 : The British Amphibians & Reptiles, etc. (Collins, Londres, troisième édition en 1964).